# Astra 680
O Astra 680 é um revólver de cano curto fabricado anteriormente pela Astra da Espanha.
O  'Astra 680'  é um revólver destinado principalmente a uso civil, mas também tendo servido como arma de backup ou como uma arma de transporte escondida por gendarmes.
O Modelo 680 foi fabricado até 1996, pela Astra-Unceta y Cia SA com os câmaras disponíveis em .22 Long Rifle, .22 Winchester Magnum Rimfire, .32 Smith & Wesson Long ou .38 Special . Offered frame makes included standard steel, polished steel and blued steel.